# Eupithecia dolosa
Eupithecia dolosa es una especie de polilla de la familia Geometridae. La especie fue descrita por primera vez por Denis y Schiffermüller habiendo sido descrita en 1977, con distribución en Mongolia. El holotipo de la especie fue descrita en la región de Aimak central, al sureste del sector Somon Bajanzogt a aproximadamente 1600 metros (5249,3 pies) de altitud. Pertenece al grupo de especies del paleártico Eupithecia suboxydata, basado en sus características morfológicas.